# Tauplitz
Tauplitz  är en vintersportort i kommunen Bad Mitterndorf i distriktet Liezen i förbundslandet Steiermark i Österrike. Tauplitz var tidigare en självständig kommun, men blev den 1 januari 2015 en del av kommunen Bad Mitterndorf.
Kommunen bestod av fyra  orter (Ortschaften) (inom parentes invånarantal 1 januari 2024):
- Furt (169)
- Klachau (216)
- Tauplitz (588)
- Tauplitzalm (13)

## Befolkningsutveckling
Befolkningsutveckling för den tidigare kommunen 
- 1869 : 692
- 1880 : 645
- 1890 : 644
- 1900 : 652
- 1910 : 712
- 1923 : 653
- 1934 : 702
- 1939 : 630
- 1951 : 737
- 1961 : 866
- 1971 : 1 096
- 1981 : 1 056
- 1991 : 1 074
- 2001 : 1 002
- 2012 : 1 013

### Fotnoter
1. 1 2  ”Bevölkerung am 01.01.2024 nach Ortschaften (Gebietsstand 01.01.2024)” (på tyska) (.ods). Statistik Austria. https://www.statistik.at/fileadmin/pages/405/Bev_Ortschaften_2024.ods. Läst 20 augusti 2024.
2. ↑  ”2.1 Bevölkerungsentwicklung 1869 - 2012” (på tyska). Statistik.at. http://www.statistik.at/blickgem/blick1/g61245.pdf. Läst 28 juni 2013.